# 油夫

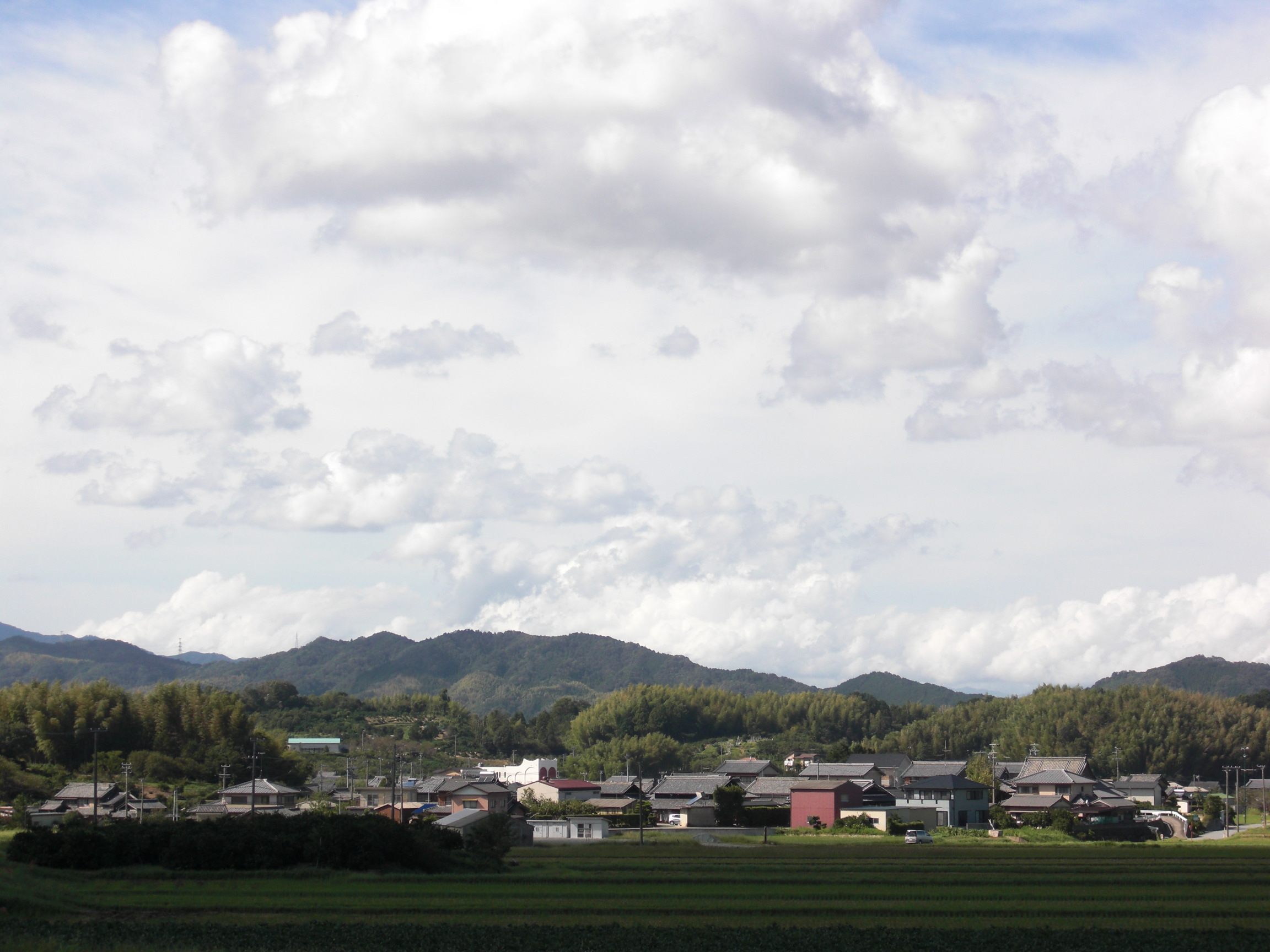
油夫集落（2011年）

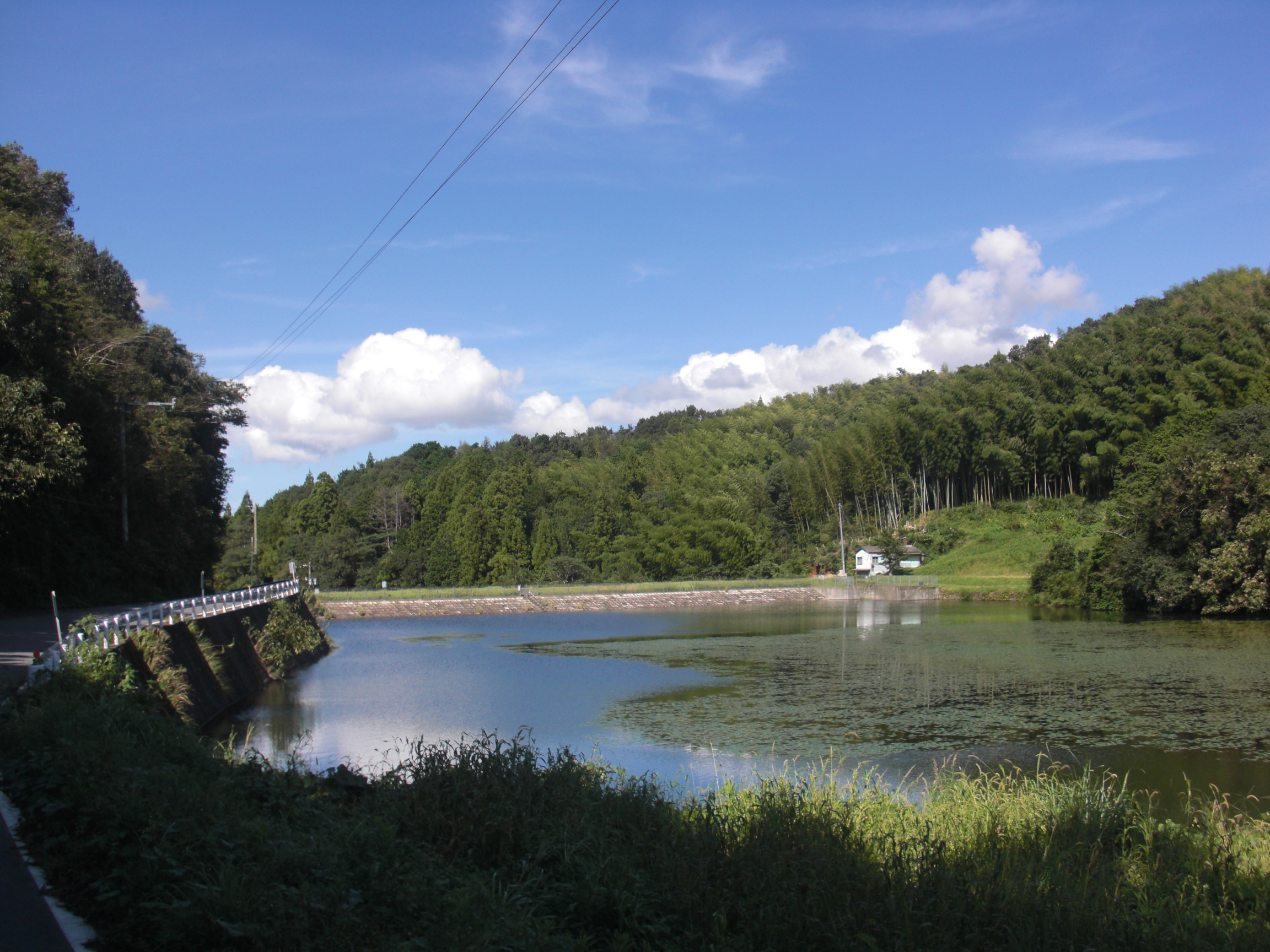
油夫池

油夫（ゆぶ）は、三重県多気郡多気町の地名。農業地域であり、稲作と果樹栽培が行われている。

## 地理
多気町南東部に位置する。多気町都市計画区域内、佐奈地区にある。地形的には、櫛田川支流の佐奈川中流域の山地にある。南北に細長い地域で、集落はわずかな平地のある油夫北部にあり、中部の山間地に油夫池がある。
南部には宝篋山（ほうきょうさん）があり、山頂には「法篋さん」と呼ばれる梵字の刻まれた柱状石や、徳住という人物による「なむあみだぶつ山のそらでも面白や十方法界友と思へば、別時念仏一千日満行供養、不背弟子本聞」と記された天保10年（1839年）造立の名号石碑がある。
北は西山、東は四神田（しこうだ、しこだ）・野中、南は相鹿瀬（おうかせ）、西は五桂・仁田と接する。

## 歴史
江戸時代には、油夫村として伊勢国多気郡四疋田組に属し、紀州藩田丸領であった。紀州藩の奨励により、ミカン栽培が盛んとなり、油夫池が作られた。村高は「元禄郷帳」では454石余で、「天保郷帳」では465石余と記録されている。
明治2年（1869年）の「大指出帳」によると牛20頭と馬2頭を保有し、柿・ミカン・九年母（くねんぼ）・栗を産出していた。明治の大合併以降、大字として存続している。田と林が油夫地区の共有財産としてあったが、どちらも各個人で耕作や手入れを行い、田は借り賃として米を納めていた。
2009年（平成21年）12月19日、油夫の水土里を育む会が「農地・水・みえのつどい2009」において優秀地域ぐるみ活動賞（パブリシティ部門）を受賞した。同会が行ってきた油夫池の池干し等の活動が評価されたものであった。

### 沿革
- 1889年（明治22年）4月1日 - 町村制施行に伴い多気郡佐奈村大字油夫となる。
- 1955年（昭和30年）3月31日 - 佐奈村が相可町・津田村と合併し、多気町成立。多気町大字油夫となる。
- 2006年（平成18年）1月1日 - 多気町が勢和村と合併し、新・多気町が成立。これに伴い「大字」表記が廃止され、多気町油夫となる。

### 地名の由来
『多気町史』では以下の用水説が有力であるとしている。
斎火説
すなわち集落南端にあった常夜灯に由来するという。また、『勢陽五鈴遺響』は延喜式神名帳掲載の火地神社が油夫にあるとしている。
用水説
すなわち水源の小字大釜からの湯（用水）に由来するという。
鍛冶説
油夫は湯坐部（ゆえべ）に通じ、日置氏と関係があり、火や湯を用いる鍛冶に由来するという。

## 世帯数と人口
2015年（平成27年）10月1日現在の世帯数と人口は以下の通りである。
| 大字 | 世帯数 | 人口  |
| ---- | ------ | ----- |
| 油夫 | 64世帯 | 177人 |

### 人口の変遷
1869年以降の人口の推移。なお、1995年以後は国勢調査による推移。
| 1869年（明治2年）  | 182人 | [ 9 ]  |  |
| 1889年（明治22年） | 247人 | [ 7 ]  |  |
| 1955年（昭和30年） | 247人 | [ 7 ]  |  |
| 1980年（昭和55年） | 219人 | [ 5 ]  |  |
| 1995年（平成7年）  | 196人 | [ 13 ] |  |
| 2000年（平成12年） | 202人 | [ 14 ] |  |
| 2005年（平成17年） | 207人 | [ 15 ] |  |
| 2010年（平成22年） | 185人 | [ 16 ] |  |
| 2015年（平成27年） | 177人 | [ 2 ]  |  |

### 世帯数の変遷
1869年以降の世帯数の推移。なお、1995年以後は国勢調査による推移。
| 1869年（明治2年）  | 36戸   | [ 9 ]  |  |
| 1889年（明治22年） | 45戸   | [ 7 ]  |  |
| 1955年（昭和30年） | 43世帯 | [ 7 ]  |  |
| 1980年（昭和55年） | 46世帯 | [ 5 ]  |  |
| 1995年（平成7年）  | 45世帯 | [ 13 ] |  |
| 2000年（平成12年） | 54世帯 | [ 14 ] |  |
| 2005年（平成17年） | 55世帯 | [ 15 ] |  |
| 2010年（平成22年） | 58世帯 | [ 16 ] |  |
| 2015年（平成27年） | 64世帯 | [ 2 ]  |  |

## 学区
公立小・中学校に通う場合、学区は以下の通りとなる。
| 番・番地等 | 小学校             | 中学校                           |
| ---------- | ------------------ | -------------------------------- |
| 全域       | 多気町立佐奈小学校 | 多気町松阪市学校組合立多気中学校 |

## 交通
路線バス
油夫公民館バス停（要予約・多気町民のみ）
- ■ 多気町町営バス 西池上・下佐奈線 多気駅
- ■ 多気町町営バス 西池上・下佐奈線 相可駅

道路
地域の南部を伊勢自動車道が通過するが、インターチェンジはない。
- 三重県道150号前村野中線 - 油夫南部を東西に通る。

## 施設
- 油夫公民館
- 福祉介護支援センターアシスト[18]
- 五桂池ふるさと村 - 中心は五桂であるが、一部が油夫にまたがっている[19]。
  - 農家ふぇ[20]

### 史跡
- 帰命山寿正院無量寺 - 油夫集落中央にある浄土宗の仏教寺院[9]。本堂の南にある薬師堂は、かつては宝篋山にあったという[9]。

## その他

### 日本郵便
- 郵便番号 : 519-2173[3]（集配局：多気郵便局[21]）。